# Federico de Onís
Federico de Onís Sánchez (Salamanca, 20 dicembre 1885 – Porto Rico, 14 ottobre 1966) è stato uno scrittore e critico letterario spagnolo.

## Biografia
Dottore in lettere all'Università di Madrid. Cattedratico di letteratura spagnola all'Università di Oviedo e all'Università di Salamanca. Collaboratore del Centro di Studi Storici. Dal 1916 e fino al suo ritiro fu professore di letteratura spagnola all'Università della Columbia a New York, da dove contribuì in maniera decisiva alla diffusione dell'ispanismo negli Stati Uniti; lì ricevette Federico García Lorca e Gabriela Mistral quando vennero in città. Fu anche professore alle scuole d'estate di Madrid, Santander, Messico e Porto Rico. Membro della Hispanic Society of America. Direttore del Dipartimento di Studi Ispanici all'Università di Porto Rico. Fu redattore della Rivista di Filologia Spagnola di Madrid e della Romanic Review di New York, e collaboratore di España e El Sol di Madrid, del The New York Times, The Evening Post, North American Review e Hispania e Nosotros di Buenos Aires. Diresse la Revista de Estudios Hispánicos di Porto Rico tra il 1928 e 1929 e la Revista Hispánica Moderna, fondata nel 1934.
Pubblicò edizioni critiche nella collezione dei Clásicos Castellanos della Editorial Espasa-Calpe: la Vida di Diego de Torres y Villarroel (1912) e i Nombres de Cristo di Frate Luis de León (tre voll., 1914, 1917 e 1922), così come, in collaborazione con Américo Castro, un volume di Fueros leoneses (1916). I suoi lavori di critica sono Sobre la transmisión de la obra literaria de Fray Luis de León (1915), El español en los Estados Unidos, (Salamanca, 1920), Jacinto Benavente (New York, 1923), El Martín Fierro y la poesía tradicional (Madrid, 1924), Ensayos sobre el sentido de la cultura española (1932), Antología de la poesía española e hispanoamericana (1882-1932) (1934), libro fornito di documentate e penetranti introduzioni e bibliografie, che definiscono per la prima volta ciò che è l'estetica letteraria del Postmodernismo e lo stesso Modernismo. Scrive anche un profondo saggio critico, Evaristo Ribera Chevremont: Antologia Poetica, 1924-1950 (Università di Porto Rico, 1957 - ripubblicata nell'Evaristo Ribera Chevremont : Opera Poetica Vol I & II, 1980)
Forma ispanica della crisi universale delle lettere e dello spirito che inizia verso il 1885 la dissoluzione del XIX secolo e che ebbe a manifestarsi nell'arte, nella scienza, nella religione, nella politica e gradualmente negli altri aspetti della vita intera con tutti i caratteri, pertanto, di un profondo mutamento storico.
Federico de Onís è anche autore di una celebre conferenza pronunziata alla Residencia de Estudiantes di Madrid.